# Abram Ioffe
Abram Fedorovich Ioffe (em russo:  Абра́м Фёдорович Ио́ффе, em ucraniano:  Абрам Федорович Йоффе; Romny, 29 de outubro de 1880 — Leningrado, 14 de outubro de 1960) foi um físico russo/soviético.
Recebeu o Prêmio Stalin (1942), o Prêmio Lenin (1960 - póstumo) e o Herói do Trabalho Socialista (1955). Ioffe foi um especialista em eletromagnetismo, radiologia, cristais, física de alto impacto, termoeletricidade e fotoeletricidade. Estabeleceu laboratórios de pesquisa sobre radioatividade, supercondutividade e física nuclear, muitos dos quais tornaram-se institutos independentes.

## Biografia

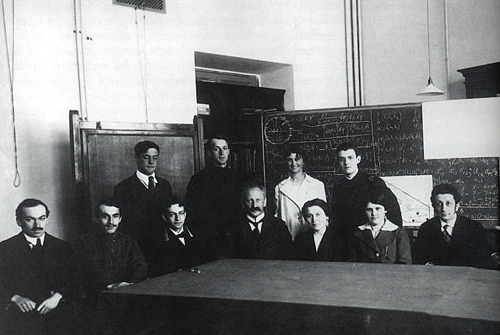
Seminário Ioffe no Instituto Estatal Politécnico de São Petersburgo, 1915. Sentados, da esquerda para a direita: Yakov Frenkel, Nikolay Semyonov, A.P. Yuschenko, Abram Ioffe, A.R. Shmidt, I.K. Bobr, K.F. Nestrukh, N.I. Dobronravov. De pé, da esquerda para a direita: Pyotr Kapitsa, Petr Lukirsky, M.V. Milovidova-Kirpichyova, Yakov Dorfman

Ioffe nasceu em uma família judaica de classe média na pequena cidade de Romny, Império Russo (atualmente Oblast de Sumi, Ucrânia). Após a graduação no Instituto Estatal de Tecnologia de São Petersburgo em 1902, foi durante dois anos assistente de Wilhelm Conrad Röntgen em seu laboratório em Munique. Obteve o doutorado na Universidade de Munique em 1905.
Após 1906 Ioffe trabalhou na Universidade Estatal Politécnica de São Petersburgo, onde tornou-se professor. Em 1911 determinou (independentemente de Robert Andrews Millikan) a carga do elétron, usando micropartículas de metal carregadas equilibradas em um campo elétrico sob ação da gravidade (publicado em 1913). Em 1911 Ioffe converteu-se ao luteranismo e casou com uma mulher não judia. Em 1913 obteve o título de Magister of Philosophy, em 1915 - Doutor em Física. Em 1918 tornou-se chefe da Divisão de Física e Tecnologia do Instituto Estatal de de Roentgenologia e Radiologia. Esta divisão tornou-se o Instituto Físico Técnico de Leningrado em 1917.
No início da década de 1930 as forças de defesa aérea do Exército Vermelho tiveram uma necessidade crítica de meios de detecção de aeronaves invasoras. Diversos institutos de pesquisa foram envolvidos com técnicas de radiolocalização. A Academia de Ciências da Rússia organizou uma conferência em janeiro de 1934 para avaliar esta tecnologia. Ioffe foi o organizador da conferencia, publicando depois um relatório, revelando aos pesquisadores de todo o mundo a ciência e tecnologia que viria a ser o radar.
Quando o Projeto da Bomba Atômica Soviética iniciou em 1942, Ioffe foi sondado para liderar sua parte técnica, mas ele recusou alegando ser velho demais, vislumbrando uma grande promessa no jovem Igor Kurchatov, colocando-o no comando do primeiro laboratório nuclear. Durante a campanha de Josef Stalin contra os chamados cosmopolitas sem raízes (judeus), em 1950 Ioffe foi despedido do cargo de diretor do Instituto Físico Técnico de Leningrado e do conselho administrativo. Em 1952-1954 foi chefe do Laboratório de Semicondutores da Academia de Ciências da União Soviética, que em 1954 foi reorganizado como Instituto de Semicondutores. Após a morte de Ioffe, em 1960 o Instituto Físico Técnico de Leningrado foi renomeado como Instituto Fisicotécnico Ioffe sendo atualmente um centro de pesquisas de destaque da Rússia.
Dentre os alunos de Ioffe estão Aleksandr Aleksandrov, Pyotr Kapitsa, Isaak Kikoin, Igor Kurchatov, Yakov Frenkel, Nikolay Semyonov, Léon Theremin e Lev Artsimovich.
Sepultado no Cemitério de Volkovo em São Petersburgo.

## Reconhecimento
- A cratera lunar Ioffe recebeu seu nome
- Instituto Físicotécnico Ioffe leva seu nome
- O navio russo de pesquisas oceanográficas e polares Akademik Ioffe foi batizado com seu nome

## Patentes
- U.S. Patent 1 807 292 "Translating device".
- U.S. Patent sobre o efeito piezoelétrico.